# Simeon ten Holt
Simeon ten Holt (* 24. Januar 1923 in Bergen, Provinz Nordholland; † 25. November 2012 in Alkmaar) war ein niederländischer Komponist.

## Leben
Nach Studien bei dem Bergener Komponisten Jacob van Domselaer zog ten Holt 1949 nach Paris, wo er an der École Normale de Musique de Paris bei Arthur Honegger und Darius Milhaud studierte.
1954 kehrte er in die Niederlande zurück. Bis in die 1970er Jahre war seine Musik verschiedenen avantgardistischen Richtungen verpflichtet; serielle Kompositionen, elektroakustische Musik und Musiktheater standen im Vordergrund.
Einen völligen Bruch mit seiner bisherigen Musik stellt sein 1979 vollendetes Werk Canto Ostinato dar, an dem er mehrere Jahre gearbeitet hatte. Canto ostinato ist eine minimalistische Komposition in variabler Länge und Struktur für ein oder mehrere Klaviere, geschrieben in einer Harmonik der späten Romantik. Die inzwischen in zahlreichen CD-Aufnahmen vorliegende Komposition ist in den Niederlanden eines der meistgespielten und populärsten Werke zeitgenössischer klassischer Musik. Canto Ostinato wurde 2016 von Anthony Fiumara für Orchester bearbeitet und vom Residentie Orkest in Den Haag aufgeführt. Ein Kammermusikensemble der Staatskapelle Dresden spielte das Werk 2023 in einer Fassung für Schlagwerk und Klavier/Orgel mit einer dazugehörigen Lichtperformance von Claudia Reh.
Auch die nachfolgenden Kompositionen (z. B. Lemniscaat (1983), Horizon (1985), Incantatie IV (1990) und Méandres im Jahr 1999) bewegen sich innerhalb dieser Stilistik und sind in der Regel für ein oder mehrere Klaviere geschrieben.

## Werke

### Klavier
- Kompositie I, II, III, IV (1942–1945)
- Sonate (1953), Dauer: 30′
- 20 Bagatellen (1954), Dauer: etwa 35′
- Allegro ex machina (1955), Dauer: 5′
- Diagonaalsuite (1957), Dauer: 20′ bis 25′
- Muziek voor Pieter (Musik für Pieter), 7 kleine Stücke (1958), Dauer: 9′
- Diagonaalsonate (Diagonalsonate) (1959), Dauer: 17′
- Soloduiveldans I (Solo-Teufelstanz I) (1959), Dauer: 5′
- Epigrammen (1959), Dauer: etwa 30′
- 5 Etudes (1961), Dauer: etwa 10′
- Cyclus aan de Waanzin (Zyklus an den Wahnsinn) (1961–1962), Dauer: etwa 30′
- Sekwensen (Sequenzen), für 1 oder 2 Klaviere (1965)
- Interpolations (1969)
- 5 Pieces (1970–1972), Dauer: etwa 10′
- Canto Ostinato (1976–1979), Dauer: variabel, ab etwa. 80′
- Natalon in E (1980), Dauer: etwa 45′
- Lemniscaat (1982–1983)
- Horizon (1983–1985), Dauer: variabel
- Soloduiveldans II (Solo-Teufelstanz II) (1986), Dauer: variabel
- Incantatie IV, für Klavier (und andere) Instrumente, insgesamt 5 (1987–1990), Dauer: variabel
- Soloduiveldans III (Solo-Teufelstanz III) (1990)
- Schaduw noch Prooi, für 2 Klaviere (1993–1995), Dauer: variabel
- Eadem sed Aliter (Dasselbe aber anders) (1995), Dauer: variabel
- Méandres, für 4 Klaviere (1997), Dauer: variabel
- Soloduiveldans IV (1998), Dauer: variabel
- ’’Aforisme II’’ (1972) für Klavier allein (2012), Dauer: 4′

### Kammermusik
- Suite, für Streichquartett (1954–1955)
- Diagonaalmuziek, für Streichinstrumente (1958), Dauer: 20′ bis 25′
- Quartetto: per archi, für Streichquartett (1965), Dauer: etwa 10′
- Differenties, für Ensemble, (3 Klarinetten, Klavier, Vibraphon) (1969)
- Scenario-X, (2 Trompeten, Horn, Posaune, Tuba) (1970)
- Palimpsest, für Streichseptett (4 Violinen, Viola, Cello und Kontrabass) (1990–1992, 1993 revised), Dauer: variabel
- Capriccio, für Violine allein (1999), Dauer: 5′04″

### Elektronische Musik
- ’’Seven Play’’ (1970), Dauer: 7′06″
- ’’Aforisme I-VI’’ (1972–1974), Dauer: I: 6′12″, II: 4′36″, III: 8′36″, IV: 5′18″, V: 4′50″, VI: 8′20″
- Inferno I & II (1970–1971)
- Module IV (1970–1972), 4-track electronic music (graphic notation), Dauer: 10′, Auftragskomposition für den Buma Culture Fund
- I am Sylvia but somebody else (1973)

### Vocalmusik
- ..A/ .TA-LON, für Mezzosopran und 36 spielende und sprechende Instrumente (1967–1968)
- Koorprojekt 75, für 3 Chöre, 4 Sprecher und Elektronik (1975), Scenario: H.C. ten Berge und Rein Bloem, Dauer: 9′18″
- Bi-Ba-Bo für Vokalquartett (1980), Dauer: 10′ oder 20′, Auftragskomposition für die Regierung der Niederlande

### Andere Werke
- Tripticon, für Schlagzeug (1965)
- Kockyn: een kermiskroniek (Kockyn: eine Jahrmarktschronik), Filmmusik für Klavier, Gitarre und Metallophon (1966)
- Centri-fuga (1976–1979) für Orchester, Dauer 25′, Auftragskomposition für die Johan Wagenaar Foundation
- Une musique blanche für Orchester (1980–1982), Dauer: 20′, Auftragskomposition für die Regierung der Niederlande